# Thomas Heinemann (Regisseur)
Thomas Heinemann (* 1958 in Herrsching am Ammersee) ist ein deutscher Regisseur und Autor.

## Leben
Thomas Heinemann schrieb erste Theaterstücke und Sketche im Alter von zwölf Jahren für das Basler Kindertheater. 1985 eröffnete Heinemann in Würzburg das bis dahin in der Bundesrepublik einzige Kindertheater im Kästner‘schen Sinne, Kinder spielen für Kinder. 1988 kam der Bereich Jugendtheater mit dem Stück „Pimpf – Kameraden fragen nicht lange“ dazu, welches vom WDR als Hörspiel adaptiert wurde. 1991 entstand in enger Zusammenarbeit mit dem Komponisten Wolfgang Salomon das erste Musiktheaterstück „Luna – Small Step for Mankind“, und das „Theater am Neunerplatz“ wurde zum privaten Drei-Sparten-Haus mit Musik, Tanz, Theater. Es entstanden die Stücke „Mopaya“ und „Herz der Finsternis“ mit Asylbewerbern aus dem ehemaligen Zaire, „Traube, bitte kommen!“, ein Theaterkrimi in vier Folgen, getarnt als Fernsehabend mit Nachrichten, gesprochen vom Kabarettisten Frank-Markus Barwasser, sowie drei Werbeblöcken. Die Werbekunden cofinanzierten die Produktion, hatten aber keinerlei Mitspracherecht bei der Gestaltung der vom Ensemble gespielten Werbeclips (Feature „Tagesthemen“ 1994 mit Sabine Christiansen). 1997 erhielt Heinemann den Kulturförderpreis der Stadt Würzburg. 2000 verließ Thomas Heinemann das Theater und arbeitete für eine Filmproduktionsfirma unter anderen mit Werner Herzog, Simon Verhoeven und Dito Tsintsadze.
Der Kinofilm „Schussangst“ von Dito Tsintsadze, bei dem Heinemann als Co-Autor und Dialogregisseur mitwirkte, wurde 2003 als erster deutscher Film beim Festival Internacional de Cine de Donostia-San Sebastián mit der „Concha d‘Oro“ für den besten Film ausgezeichnet. 2005 gründete Heinemann mit Frank-Markus Barwasser die „cinenic Filmproduktion“. Der Kinofilm „vorne ist verdammt weit weg“ mit Frank-Markus Barwasser, Christiane Paul, Peter Lohmeyer und Philipp Sonntag war die erste Produktion der „cinenic“ und wurde mit dem Prädikat „besonders wertvoll“ der Filmbewertungsstelle Wiesbaden ausgezeichnet. Die Auftragsproduktion für 3sat „unterwegs nach woanders“, bei der Heinemann Regie führte, wurde 2009 für den Adolf-Grimme-Preis nominiert. 2013 wurde die „cinenic Filmproduktions GmbH&Co.KG“ in „superNeun Filmproduktion GmbH“ umfirmiert. Mit dem Familienfilm „Lola auf der Erbse“ gelang Heinemann ein internationaler Erfolg.

## Theaterstücke
- 1974: Die drei grauen Herren
- 1981: Sie nannten ihn Fondue
- 1985: Weihnachtsmänner greifen an
- 1986: Als der Sultan in Ohnmacht fiel; Rummel in Rimini
- 1987: Ein Kuss für Karl-Heinz Vollmond; Kein Prinz für Mirandella
- 1988: Pimpf – Kameraden fragen nicht lange; Mutter ist die Beste; Paul und der Eisbärkönig
- 1989: Clip; Kaiser Pu Ding
- 1990: Heimlich, laut und leise
- 1991: Luna – Small Step for Mankind
- 1992: Wo der Schnee wohnt; Tortuga Süd-Süd-West
- 1993: Mopaya; Traube, bitte kommen! Teil 1
- 1994: Traube, bitte kommen! Teil 2; Traube, bitte kommen! Teil 3; Traube, bitte kommen! Teil 4
- 1995: Das Herz der Finsternis; Kalaf, der Tigerfürst
- 1996: 27 Milchstraßen
- 1997: Zicken
- 1998: Schiller-Thurgau; Carmen Rosa; Nochmal von vorn
- 1999: Camping Fontanelle
- 2000: Cuba Querida – die Briefe von Chango

## Diskografie (Produzent)
- Luna – Small Step for Mankind – Wolfgang Salomon
- Neunerplatzmusik No. 3	– Wolfgang Salomon, Lars Hollmer
- 27 Milchstraßen – Wolfgang Salomon

## Drehbücher
- 1988: „Mein Bruder“ – im Rahmen der Serie „Wenn du mich fragst“ ZDF, Eikon
- 2001: „Helfers Helfer“ mit Dito Tsintsadze – Drehbuchförderung Filmstiftung NRW
- 2002: „Schussangst“ mit Dito Tsintsadze und Dirk Kurbjuweit – ZDF / Arte, Tatfilm
- 2005: „Papa Siegfried“ Drehbuchförderung MDM
- 2007: „Vorne ist verdammt weit weg“ mit Frank-Markus Barwasser – BR, Cinenic
- 2009: „Lola auf der Erbse“ nach dem gleichnamigen Kinderbuch von Annette Mierswa – superNeun
- 2012 - 15: „Positive Sinking“ TV- und Web-Serie – BR, superNeun
- 2013: „Paula im Papiergebirge“ Drehbuchförderung FFF-Bayern
- 2018: „Perfect Silence“ superNeun

## Kinderbücher
- 2013: „Paula und die Nacht im Papiergebirge“ (Illustrationen: Kristina Knöchel). ISBN 978-3-941787-55-1.

## Regie

### Theater
- 1987: Karlsson vom Dach – Astrid Lindgren
- 1991: Pünktchen und Anton – Erich Kästner
- 1993: Ronja Räubertochter – Astrid Lindgren
- 1997: Indien – Josef Hader, Alfred Dorfer
- 1998: Disco Pigs – Enda Walsh
- 1999: Guten Tag kleines Schweinchen – Janosch
- 1999: Herr der Fliegen – William Golding

### Film
- 2001: Erotic Tale (Dialogregie am Set)
- 2002: Schussangst (Dialogregie am Set/Buch mit Dito Tsintsadze, Dirk Kurbjuweit)
- 2007: Vorne ist verdammt weit weg (Regie/Buch)
- 2008: Unterwegs nach woanders (Regie/Konzeption)
- 2011: Invasion (Dialogregie am Set/Buchbearbeitung)
- 2014: Lola auf der Erbse (Regie/Buch/Szenenbild/Produktion)
- 2015: Positive Sinking (Regie/Buch/Produktion)

## Auszeichnungen
- 1997: Kulturförderpreis der Stadt Würzburg
- 2014: Best European Film – Lola on the Pea – European Children’s Film Association
- 2014: Best Feature Film Director – Lola on the Pea – Olympia International Film Festival
- 2014: ASPI Award Bellinzona – Lola auf der Erbse
- 2014: Best Young Actress (Tabea Hanstein)- Lola on the Pea – Greek Actors Guild / Olympia Film Festival
- 2014: Audience Award – Lola auf der Erbse – International Children’s Film Festival Vienna
- 2015: Best Feature Film – Lola on the Pea – 10th Children’s Film Festival Seattle
- 2015: Best International Film – Lola on the Pea – 8th Children’s Film Festival Bangladesh
- 2015: Audience Award – Lola on the Pea . 10th Children’s Film Festival Seattle
- 2015: Best Film 2015 – Lola on the Pea – Ale!Kino Poznań
- 2015: Grand Prix – Lola on the Pea – Kodomo International Film Festival Okinawa
- 2015: Festival Award – 1st Web Fest Berlin
- 2016: Best Actor Comedy – M.M. Eschenbach in „Positive Sinking“ Web Mag Paris
- 2023: Best Children’s Film – PAULA'S DAD and the right button in his Head – Miami Critic Awards
- 2023: Best Music Clip – PAULA'S DAD and the right button in his head – Green Ciak Award/ Int. Finland Film Festival
- 2023: Best Original Screenplay – PAULA'S DAD and the right button in his head – 8 1/2 Film Awards, Rome